# Microsoft Launcher

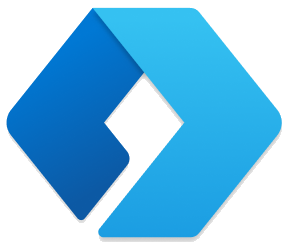
Logomarca

Microsoft Launcher (Lançador da Microsoft, na tradução livre, anteriormente conhecido como Arrow Launcher) é um lançador de aplicativos para a plataforma móvel Android, criado pela Microsoft como uma simplificação leve, rápida e eficiente da experiência do usuário Android. Originalmente disponível como versão beta em outubro de 2015 e publicado na Google Play Store em 5 de outubro de 2017, seu objetivo é fornecer uma base centrada no usuário para aplicativos com o Windows e o Office com temas por meio de uma conta da Microsoft.
Os recursos do aplicativo incluem um feed personalizável que exibe informações relevantes e personalizadas para o usuário, como notícias, lista de tarefas, eventos do calendário, atividades recentes e muito mais. É possível deslizar para cima a partir da parte de baixo da tela para revelar atalhos de aplicativos, e a bandeja de aplicativos inclui uma barra de pesquisa e aplicativos instalados recentemente aparecem no topo. O lançador é bastante personalizável, e conta com um visual Fluent Design, da Microsoft. Ele tem a opção de mudar de plano de fundo diário baseado no Bing, tanto na tela inicial como na tela de bloqueio.
O lançador integra-se com outros aplicativos Android da Microsoft, ativando recursos como "Continuar no PC", que permite que o usuário trabalhe de forma integrada entre o telefone e o Windows. Por exemplo, eles podem abrir uma página da Web no Edge e depois abrir exatamente a mesma página no computador, não é muito diferente do recurso Handoff, da Apple.
Em dezembro de 2017, o Microsoft Laucher foi baixado dez milhões de vezes no Google Play.